# Mi corazón es tuyo
Mi corazón es tuyo (Tiếng Việt: Trái tim tôi là của bạn) là một telenovela của Mexico do Juan Osorio sản xuất cho Televisa và phát sóng các ngày trong tuần vào El Canal de las Estrellas. Telenovela là một sự chuyển thể của điện thoại di động Tây Ban Nha Ana y los 7. Nó được chuyển thể từ Mexico bởi Alejandro Pohlenz, Marcia del Río và Pablo Ferrer.
Silvia Navarro và Jorge Salinas là nhân vật chính, trong khi Mayrín Villanueva đóng vai chính là nhân vật phản diện chính và đồng tác giả là Fabiola Campomanes.
Sản xuất của Mi corazón es tuyo chính thức bắt đầu vào ngày 21 tháng 4 năm 2014.

## Tóm tắt nội dung
Fernando Lascurain là một doanh nhân giàu có và người góa vợ gần đây, cố gắng nuôi bảy đứa con bất lịch sự. Anh ấy tìm kiếm sự giúp đỡ của một vú em. Anh thuê và yêu Ana Leal, một vũ công kỳ lạ đấu tranh, người cố giấu cuộc sống kép của cô. Mặc dù Ana thiếu kinh nghiệm và giáo dục tinh tế, cô nhanh chóng liên kết với trẻ em Lascurain. Ana ước mơ trở thành một người mẹ, nhưng khi nhà của cô bị phá hủy sau một tai nạn, cô phải vay mượn từ cô chủ tàn nhẫn của mình tại "Chicago", câu lạc bộ đêm nơi cô bí mật làm việc. Khi Fernando đồng thời rơi vào Ana và Isabela, một nhà kinh tế học và một người phụ nữ tinh vi được mẹ huấn luyện để lấy một triệu phú, ông ta phải chọn giữa hai người phụ nữ.

## Diễn viên
| Diễn viên          | Tính cách                         |
| ------------------ | --------------------------------- |
| Silvia Navarro     | Ana Leal                          |
| Jorge Salinas      | Fernando Lascuráin                |
| Mayrín Villanueva  | Isabela Vázquez De Castro         |
| Pablo Montero      | Diego Lascuráin                   |
| Jorge Aravena      | Ángel Altamirano                  |
| Adrián Uribe       | Juan "Johnny" Gutiérrez           |
| Paulina Goto       | Estefanía "Fanny" Lascuráin Diez  |
| Carmen Salinas     | Yolanda De Castro Vázquez         |
| Fabiola Campomanes | Jennifer Rodríguez                |
| Rafael Inclán      | Nicolás Lascuráin                 |
| Polo Morín         | Fernando "Nando" Lascuráin Diez   |
| Marco Corleone     | Mike                              |
| Juan Pablo Gil     | León González                     |
| René Casados       | Bruno Romero                      |
| Lisardo Guarinos   | Enrique Basurto                   |
| Karla Gómez        | Estefanía Diez de Lascuráin       |
| Emilio Osorio      | Sebastián Lascuráin Diez          |
| Daniela Cordero    | Ximena Luján Landeros             |
| Beatriz Morayra    | Manuela                           |
| Isidora Vives      | Alicia Lascuráin Diez             |
| José Pablo Alanís  | Guillermo "Guille" Lascuráin Diez |
| Manuel Alanís      | Alejandro "Alex" Lascuráin Diez   |
| Isabella Tena      | Luz Lascuráin Diez                |
| Ana García Obregón | Cô ấy                             |
| Karla Farfán       | Laura                             |